# Dave Navarro
David Michael Navarro, detto Dave (Santa Monica, 7 giugno 1967), è un chitarrista, cantautore, bassista e pianista statunitense, noto per aver suonato nei Jane's Addiction e nei Red Hot Chili Peppers.
Navarro fu un membro dei Panic Channel, dal 2004 al 2007 insieme al batterista Stephen Perkins e al bassista Chris Chaney, entrambi suoi ex compagni nei Jane's Addiction.
Navarro fa anche parte dei Camp Freddy, un gruppo che suona cover rock solo per divertimento in cui ha militato anche Scott Weiland, ex-cantante degli Stone Temple Pilots.
Dal 2010 invece è tornato nei Jane's Addiction e con loro è tuttora in attività.

## Biografia
Navarro nasce in California da James Raul "Mike" Navarro e Constance Colleen Hopkins. Il nonno paterno di Navarro era un immigrato messicano che divenne orfano dopo la Guerra Civile Messicana. Sua madre Constance lavorò come modella, apparendo nello show televisivo, Let's Make A Deal. Navarro fu l'unica persona della famiglia paterna a non parlare spagnolo, dal momento che James e Constance divorziarono quando aveva 7 anni e Dave passò la maggior parte del suo tempo con sua madre, che era anglofona. Constance fu uccisa otto anni dopo, nel marzo del 1983, dal suo compagno, il quale fu poi arrestato molti anni più tardi grazie all'aiuto di uno spettatore della trasmissione America's Most Wanted. Dave Navarro ha da parte di suo padre due fratellastri, Gabe e Henry. Dave è stato sposato tre volte: nel 1990 ha sposato Tanja con un rito pagano, nel 1994 ha poi sposato Rhian con rito civile. L'ultima moglie è stata Carmen Electra, modella e attrice, con cui si è sposato il 22 novembre 2003 e da cui si è separato a luglio del 2006.
Navarro cominciò a suonare la chitarra a circa 12 anni, dopo aver ascoltato Jimi Hendrix e formato la sua prima band, South Dakota Railroad, alle scuole medie (dove, fra l'altro, incontrò Eric Avery, suo futuro compagno di band). Alle superiori formò la band Dizaztre con Stephen Perkins alla batteria e Rico Quevedo al basso e alla voce. Nel 1986 Navarro si unì ai Jane's Addiction, la formazione era questa: Navarro alla chitarra, Perry Farrell alla voce, Eric Avery al basso, e Stephen Perkins alla batteria. La band ebbe molto successo e divenne leggendaria nella scena della musica rock alternativa. Tuttavia tensioni personali portarono allo scioglimento nel 1991. Il tour per il Lollapalooza festival fu ideato da Farrell come un tour di addio per i Jane's Addiction.
Navarro e Avery formarono poi i Deconstruction assieme al batterista Michael Murphy e registrarono un album omonimo prima di sciogliersi. Nel 1993 Navarro si unì ai Red Hot Chili Peppers prendendo il posto del fuoriuscito John Frusciante.
Con i Red Hot Chili Peppers registrò solo un album, One Hot Minute, e nel frattempo partecipò assieme a Flea a Jagged Little Pill, l'album del 1995 di Alanis Morissette.
Nel 1998 annunciò di volersi concentrare sul suo futuro progetto da solista - "Spread" - anche perché i Red Hot Chili Peppers vollero cambiare nuovamente chitarrista, causa la mancanza di chimica nel gruppo.
Continuò a lavorare all'album Spread; di questo progetto all'inizio faceva parte anche Chad Smith dei RHCP. Nel frattempo i Jane's Addiction si riunirono per alcuni show nel 1997, nel 1999 e nel 2001 con Flea prima e Martyn LeNoble poi a sostituire Avery al basso. Nel 1999 Navarro suonò basso e chitarra nei Nancy Raygun la band della sua compagna di quel periodo Monet Mazur.
Nel 1998, Marilyn Manson chiese a Navarro di suonare l'assolo di chitarra nella canzone Fundamentally Loathsome, che si trova nell'album Mechanical Animals.
Navarro lavorò anche al secondo album Hotel Paper di Michelle Branch, e suonò la chitarra nel suo primo singolo "Are You Happy Now?".
Nel 2002, i Jane's Addiction si riunirono nuovamente e registrarono un nuovo album, con Chris Chaney al basso. Dopo l'uscita dell'album Strays nel 2003, i Jane's Addiction si sciolsero di nuovo a metà del 2004. In seguito Navarro ha formato una nuova band, i The Panic Channel, assieme a Perkins, a Chaney e al cantante Steve Isaacs, pubblicando il primo album, ONe, nel 2006. Sempre nel 2003, Navarro collaborò con Christina Aguilera, suonando la chitarra nel suo singolo Fighter.
Oltre al suo lavoro in campo musicale, Navarro ha fatto brevi apparizioni in due film, Floundering (1994) e Uptown Girls (2003). Navarro ha anche tenuto una rubrica di critica cinematografica intitolata Movies & Crap per la rivista Bikini assieme a suo cugino Johnny (anche se nella rubrica si definivano fratelli). Ha scritto anche per le riviste Details, Nylon, Ray Gun, e Us Weekly ed ha collaborato a un libro fotografico intitolato Don't Try This at Home. Navarro è anche apparso varie volte nello show televisivo Celebrity Poker Showdown, giocando senza limiti di puntata a Texas Hold 'Em a sostegno della Elizabeth Glaser Pediatric AIDS Foundation.
Navarro è apparso anche nella trasmissione condotta da Ashton Kutcher, Punk'd, con Carmen Electra. La coppia ha poi girato un reality per MTV per mostrare i preparativi per il matrimonio.
Nel 2004, Navarro ha suonato la chitarra nel singolo principale dei Dead Celebrity Status, We Fall, We Fall, tratto dal loro primo album Blood Music.
Nel 2005, Navarro è stato co-conduttore del reality show televisivo Rock Star: INXS assieme a Brooke Burke. Durante la competizione per scegliere il nuovo cantante degli INXS, il grande successo dello show ha fatto sì che Navarro sia diventato sempre più popolare. Inoltre, ha suonato insieme a Chad Smith, batterista dei Red Hot Chili Peppers nel nuovo singolo di Glenn Hughes, Soul Mover, dove è stato registrato anche un video.
Nel 2006, ha concentrato le sue energie sulla sua nuova band, The Panic Channel. Ha anche dato vita a una radio via web - Spread Radio Live - in cui ospita alcuni radioamatori insieme ad altri ospiti come Electra, Messy Stench, SuicideGirls e Bee Jellyfish.
Il 17 luglio 2006, Navarro e sua moglie, Carmen Electra, hanno annunciato la loro separazione a Star Magazine. La mattina seguente Navarro ha pubblicato un messaggio sul suo blog nel quale diceva: "Vi voglio ringraziare per tutto il vostro amore e sostegno. Sono sicuro che capirete che desidero mantenere private tutte le mie faccende personali".
Nell'agosto 2006 Navarro ha cominciato ad uscire con l'icona del porno Jenna Jameson, relazione durata poco dato il successivo fidanzamento dell'attrice col lottatore Tito Ortiz.
Da gennaio 2012 è uno dei tre giudici del programma TV Ink Master.

## Strumentazione

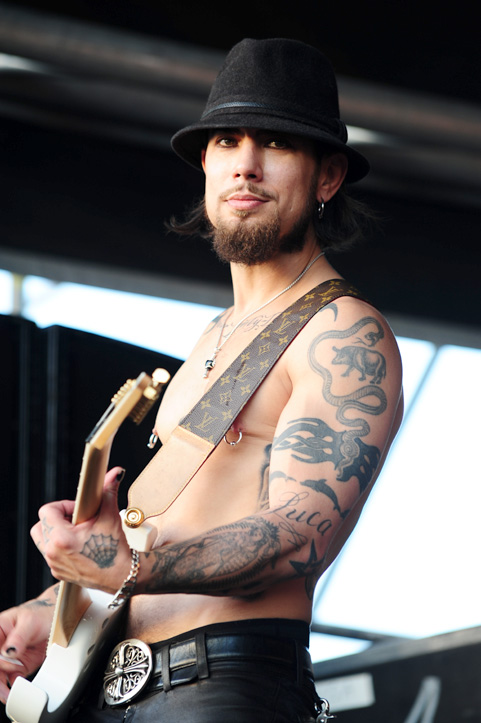
Dave Navarro in concerto nel 2010

Fin dall'album di debutto Nothing's Shocking, Dave ha sempre usato chitarre Ibanez, una RG770 blu (visibile nel videoclip di Stop), una RG550 gialla, una RG custom con grafica della copertina dell'album, e successivamente, nel periodo di Ritual de lo habitual, una Ibanez simil-Telecaster custom color oro, con ponte Edge. Dave inizia ad usare PRS in occasione del Lollapalooza 1991, e qualche anno dopo ottiene l'endorsement e un modello Signature. Ha usato una Fender Stratocaster nel periodo coi Red Hot Chili Peppers, e una Parker Fly Deluxe per i puliti della versione live di My Friends. Successivamente Dave si è sbizzarrito usando le più svariate chitarre, come Gibson Les Paul, Kramer Van Halen Signature, Fender Telecaster, Takamine 12-corde acustica e perfino una Squier Hello Kitty Stratocaster regalatagli dalla moglie Carmen. Dal 2008, in occasione della riunione dei Jane's Addiction, Dave è tornato alle Ibanez con un modello RG custom bianco, con un humbucker e due single-coils, ponte Strato vintage, hardware oro. Al momento comunque non c'è alcun rapporto di endorsement ufficiale con Ibanez.
Come amplificazione, Dave usa solitamente Marshall JCM900, e Marshall Mode Four per i puliti. In studio usa quasi sempre un Vox AC30 per i puliti, e una Bogner Uberschall per i distorti. Come effetti, Dave predilige BOSS, in particolare Octave Pedal, DD3 Digital Delays, un Turbo Distortion nei soli, poi un Dunlop Cry Baby Wah e altri.

## Curiosità

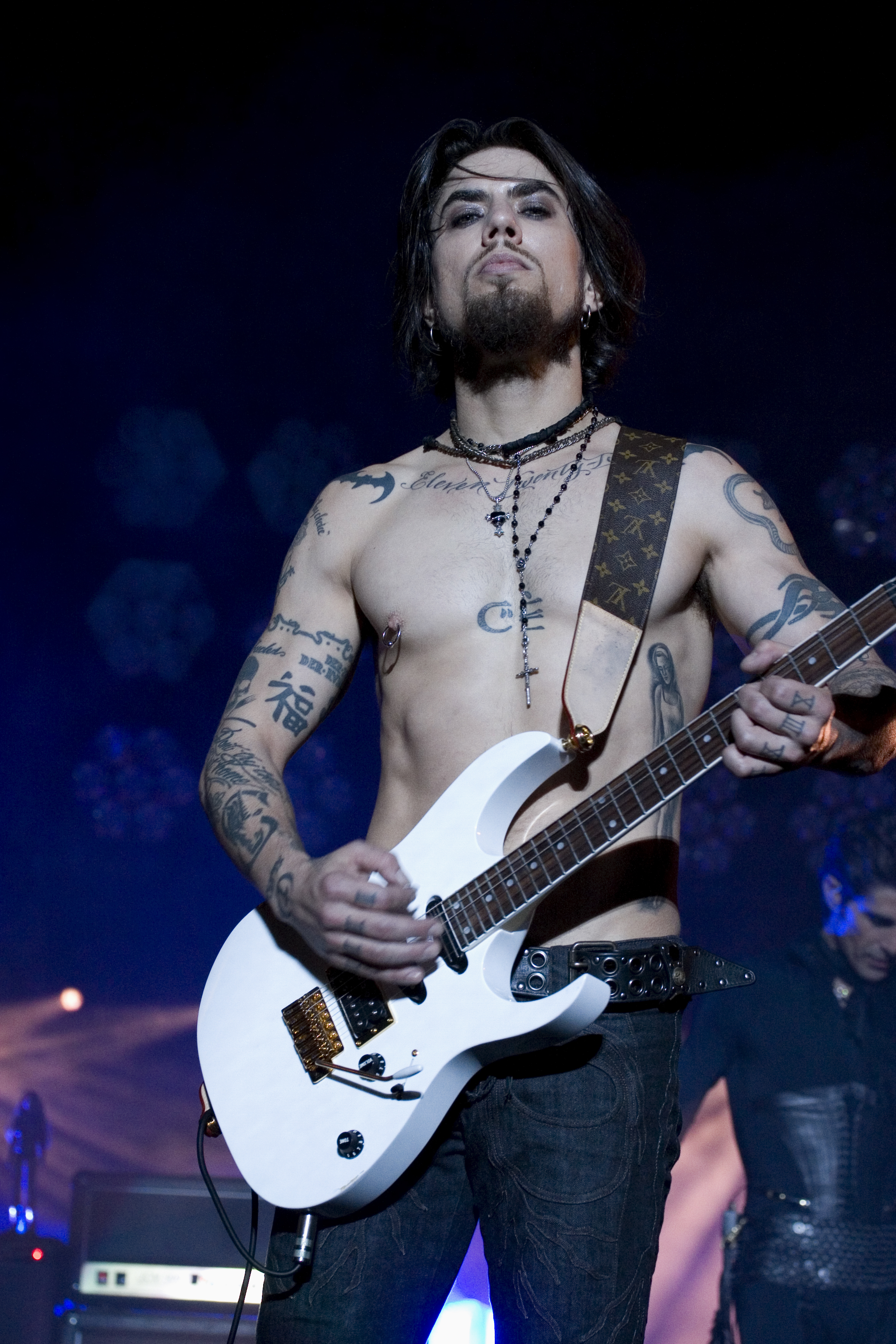
Dave Navarro a Santa Barbara nel 2008

- Quando Izzy Stradlin si ritirò dai Guns N' Roses, Dave fu preso in considerazione da Axl Rose come sostituto, ma declinò l'invito.[2]
- Nel 2001 è apparso in un episodio di Streghe e nel 2011 nell'episodio 12 dell'ottava stagione di One Tree Hill, interpretando se stesso.
- Nel 2002 partecipò con Michael Jackson nella serata "A Night at The Apollo" all'Apollo Theater di New York, dove si esibì in Black or White.
- Ha fatto parte della giuria di Ink Master, affiancato dai tatuatori Chris Núñez e Oliver Peck.
- Nel 2013 è apparso in due episodi della sesta stagione di Sons of Anarchy, interpretando il ruolo di Arcadio.

## Discografia

### Da solista

#### Album in studio

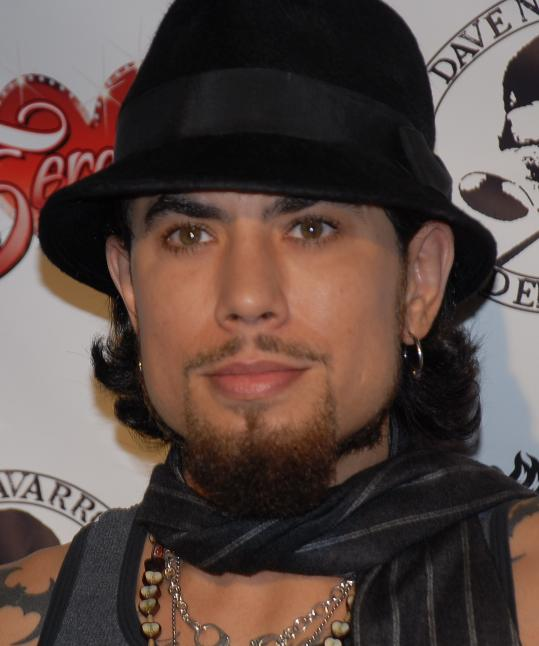
Dave Navarro nel 2007

- 2001 - Trust No One

#### Singoli
- 2001 - Rexall

### Con i Jane's Addiction

#### Album registrati in studio
- 1988 - Nothing's Shocking
- 1990 - Ritual de lo habitual
- 2003 - Strays
- 2011 - The Great Escape Artist

#### Album dal vivo
- 1987 - Jane's Addiction

#### Raccolte
- 1988 - Live and Rare
- 1997 - Kettle Whistle
- 2006 - The Best of Jane's Addiction

#### Singoli
- 1988 - Mountain Song
- 1988 - Ocean Size
- 1990 - Stop!
- 1990 - Three Days
- 1990 - Been Caught Stealing
- 1991 - Classic Girl
- 1991 - Ripple
- 1999 - So What!
- 2003 - Just Because
- 2003 - True Nature
- 2011 - End to the Lies
- 2011 - Irresistible Force (Met the Immovable Objet)
- 2011 - Underground

### Con i Deconstruction

#### Album in studio
- 1994 - Deconstruction

#### Singoli
- 1994 - L.A. Song promo

### Con i Red Hot Chili Peppers

#### Album in studio
- 1995 - One Hot Minute

#### Singoli
- 1996 - Warped
- 1996 - My Friends
- 1996 - Aeroplane
- 1997 - Love Rollercoaster (registrato per la colonna sonora di Beavis and Butthead Do America)

### Con i Guns N' Roses

#### Singoli
- 1999 - Oh My God (registrato per la colonna sonora del film End of Days)

### Singoli
- 2005 - Soul Mover (registrato per l'omonimo album)

### Con i Panic Channel

#### Album in studio
- 2006 - (ONe)